# Bulbophyllum funingense
Bulbophyllum funingense é uma espécie de orquídea (família Orchidaceae) pertencente ao gênero Bulbophyllum. Foi descrita por Zhan Huo Tsi em 1981.